# Guillermo Guaiquil
Nelson Guillermo Guaiquil Ruiz (Ancud, Chile, 13 de enero de 2003) es un futbolista profesional chileno. Juega de defensa y su equipo actual es Huachipato de la Primera División de Chile.

## Trayectoria

### Inicios
Oriundo de Chiloé, específicamente Ancud, se formaría como futbolista en Huachipato, en donde sería parte de la pensión del club y tendría destacadas actuaciones en las inferiores del mismo. Su desarrollo formativo le valdría el puesto de capitán de la categoría Sub-20 acerera, la cual se coronó campeona del Campeonato de Proyección del año 2022, clasificando para la Copa Libertadores Sub-20 2023.

### Huachipato
Sus destacadas actuaciones en las inferiores y en la Copa Libertadores Sub-20, harían que fuese considerado en el primer equipo, en donde como lateral derecho debía pelear el puesto con jugadores como Joaquín Gutierrez y su hermano Maximiliano Gutierrez, en donde pese a la difícil competencia, lograría debutar profesionalmente ante Teniente Merino en partido válido por la Copa Chile 2023.El 12 de agosto del mismo año, jugó su primer partido por la Primera División, siendo titular en la victoria de Huachipato ante Unión Española.
Posteriormente jugaría partiendo como titular en algunos partidos de la Temporada 2023, en donde Huachipato se consagraría como el campeón de la Primera División, siendo así uno de los varios canteranos acereros que se alzaría con el trofeo de la máxima competición de fútbol profesional en Chile.

### Cesiones
En marzo de 2024 es anunciada su cesión a Unión San Felipe de la Primera B de Chile.Tras corta su cesión con el equipo sanfelipeño, en junio de 2024 es anunciada una nueva cesión, esta vez a San Antonio Unido de la Segunda División de Chile.

## Estadísticas
| Club                | Div.                | Temporada           | Liga  | Liga  | Liga   | Copas nacionales | Copas nacionales | Copas nacionales | Torneos internacionales | Torneos internacionales | Torneos internacionales | Total | Total | Total  |
| Club                | Div.                | Temporada           | Part. | Goles | Asist. | Part.            | Goles            | Asist.           | Part.                   | Goles                   | Asist.                  | Part. | Goles | Asist. |
| ------------------- | ------------------- | ------------------- | ----- | ----- | ------ | ---------------- | ---------------- | ---------------- | ----------------------- | ----------------------- | ----------------------- | ----- | ----- | ------ |
| Huachipato · Chile  | 1.ª                 | 2023                | 3     | 0     | 0      | 2                | 0                | 0                | —                       | —                       | —                       | 5     | 0     | 0      |
| Huachipato · Chile  | 1.ª                 | 2024                | 0     | 0     | 0      | 0                | 0                | 0                | —                       | —                       | —                       | 0     | 0     | 0      |
| Huachipato · Chile  | Total club          | Total club          | 3     | 0     | 0      | 2                | 0                | 0                | 0                       | 0                       | 0                       | 5     | 0     | 0      |
| Total en su carrera | Total en su carrera | Total en su carrera | 3     | 0     | 0      | 2                | 0                | 0                | 0                       | 0                       | 0                       | 5     | 0     | 0      |
| 1. 2.               |                     |                     |       |       |        |                  |                  |                  |                         |                         |                         |       |       |        |

## Palmarés
| Título           | Club       | País  | Año  |
| ---------------- | ---------- | ----- | ---- |
| Primera División | Huachipato | Chile | 2023 |